# WWE 익스피리언스
더 WWE 익스피리언스(The WWE Experience)는 WWE 러, 스맥다운, NXT의 하이라이트 프로그램으로서 2004년 5월에 방송이 시작되었다.

## 역사
이 프로그램은 원래 토드 그리셤과 아이보리가 진행을 맡았다. 그 당시에는 뉴욕 주변에서 야외 촬영 방식으로 방송이 진행되었다. 2005년 9월 WWE 주요 프로그램들이 USA 네트워크로 옮겨가게 되면서 이 프로그램은 미국에서 방송이 중단되고 미국에서는 A.M. 러가 대신 방송되고 있다. 하지만 미국을 제외한 다른 나라에서는 방송이 계속 이어지고 있다.
프로그램은 토드 그리셤의 요청으로 인하여 코네티컷주 스탬포드에 위치한 WWE 스튜디오쪽으로 무대를 옮겨가게 되었다. 프로그램이 미국 방송을 중단하기 직전에 아이보리가 WWE에서 방출을 당한다. 2006년 7월에 토드 그리셤 대신 죠쉬 매튜스가 진행을 맡게 된다. 방송 중 매튜스는 "이유는 없습니다. 토드는 갔습니다. 대신 제가 여기있습니다."라고 말하기도 했다.
죠쉬 매튜스가 부활한 ECW 브랜드의 해설자가 되면서 잭 코르펠라가 진행자가 되었다. 2010년 2월 ECW가 다시 폐지되면서 NXT의 하이라이트를 대신 다루게 된다.

## 진행자
| 연도            | 진행자                 |
| --------------- | ---------------------- |
| 2004년 ~ 2005년 | 아이보리 & 토드 그리셤 |
| 2004년 ~ 2006년 | 토드 그리셤            |
| 2006년 ~ 2009년 | 조쉬 매튜스            |
| 2009년 ~ 현재   | 잭 코르펠라            |

## 영국 방영 시간
- 스카이 원 - 일요일 아침 (2005년)

## 오스트레일리아
- 원 HD - 오후 8시 30분 ~ 2010년 11월 4일 (첫방송)
- 원 HD - 오후 2시 (퍼스), 오후 9시 (브리즈번), 오후 9시 30분 (애들레이드), 오후 10시 (시드니 & 멜본) ~ 2010년 12월 23일 (346회 ~ 어린이 등급)
- 원 HD - 오후 8시 (퍼스), 오후 4시 (브리즈번), 오후 4시 30분 (애들레이드), 오후 5시 (시드니 & 멜본) ~ 2011년 1월 6일 (348회 ~ 어린이 등급)
- 원 HD - 오후 7시 30분 (퍼스), 오후 7시 30분 (브리즈번), 오후 7시 30분 (애들레이드), 오후 7시 30분 (시드니 & 멜본) ~ 2011년 2월 17일 (354회 ~ 어린이 등급)

2008년 폭스 8 채널에서 방영이 중단된 이후 2010년 11월 4일 원 HD 채널을 통해 호주에 방영이 다시 재게되었다. 현재는 러, 스맥다운, NXT, 슈퍼스타즈, 빈티지 컬렉션이 폭스 8을 통해
자유방송을 하고 있다. WWE 애프터번의 경우 채널 나인에서 자유방송을 하였지만 2010년 7월 28일을 방송이 되지 않았다.

## 푸에르토리코
- 와파-TV - 일요일 오후 1시

푸에르토리코는 와파-TV를 통해 일요일 오후 1시에 자유방송이 되었다. 푸에르토리코 버전은 WWE 스페인어 아나운서인 마르셀로 로드리게즈가 진행을 맡았다. 이 프로그램은 방송국의 WWE 주말 프로그램의 일부가 되었는데, 주말 프로그램의 경우
토요일 오후 9시에 스맥다운이 스페인어 해설로 , 일요일 오후 1시에 익스피리언스가 스페인어 해설로 방영되고 있다.

## 방송
WWE 익스피리언스는 2004년 5월부터 2005년 9월까지 미국에서 방영되었다가 해외 수출용으로 바뀌었다. WWE 익스피리언스는 여전히 인터넷을 통해 방송되고 있다.
| 국가            | 방송국                        | 시간                                                               |
| --------------- | ----------------------------- | ------------------------------------------------------------------ |
| 알제리          | 네스마 TV                     | 일요일 오후 6시                                                    |
| 오스트레일리아  | 원                            | 화요일 오후 8시 30분                                               |
| 오스트리아      | 스카이 스포츠                 | 화요일 오후 6시 , 11시 & 목요일 오전 11시                          |
| 바레인          | 바레인 TV                     | 월요일 오후 9시                                                    |
| 방글라데시      | 텐 스포츠                     | 일요일 & 월요일                                                    |
| 부탄            | 텐 스포츠                     | 지역마다 방송시간이 다름                                           |
| 캐나다          | 더 스코어                     | 일요일 오후 7시                                                    |
| 차드            | KSA                           | 수요일 오후 9시                                                    |
| 코스타리카      | 레프리텔                      | 일요일 오후 7시 & 수요일 오후 6시                                  |
| 도미니카 공화국 | 안테나 라티나                 | 일요일 오후 1시                                                    |
| 프랑스          | 캐널+                         | 수요일 오후 6시 40분 & 목요일 오전 7시 45분 & 일요일 오전 7시 25분 |
| 독일            | 스카이 스포츠                 | 수요일 오후 6시 , 11시 & 목요일 오전 11시                          |
| 인도            | 텐 스포츠                     | 일요일 & 월요일                                                    |
| 아일랜드        | 스카이 원 , 스카이 스포츠 HD3 | 일요일 오전 11시 , 오후 5시                                        |
| 이탈리아        | 스카이                        | 화요일 오후 8시 & 수요일 오전 12시 45분                            |
| 쿠웨이트        | 쿠웨이트 TV                   | 금요일 밤 10시                                                     |
| 푸에르토리코    | 와파-TV                       | 일요일 오후 1시                                                    |
| 포르투갈        | SIC 레디컬                    | 일요일 오후 12시 30분                                              |